# کرگدن سیاه
کرگدن سیاه (Diceros bicornis) یک گونه از کرگدن است که بومی نواحی جنوبی و شرقی قاره آفریقا شامل کنیا، تانزانیا، آفریقای جنوبی، نامیبیا، زیمبابوه، آنگولا، مالاوی، موزامبیک، زامبیا، اسواتینی و بوتسوانا است. اگرچه آن‌ها با نام کرگدن سیاه شناخته می‌شوند رنگ آن‌ها بین قهوه‌ای تا خاکستری است. گونه دیگری از کرگدن‌های قاره آفریقا وجود دارد که کرگدن سفید (Ceratotherium simum) نام گذاشته شده‌است و رنگ آن نیز برخلاف نامش سفید رنگ نیست. کوچک‌تر اما پرخاشگرتر از کرگدن سفید است و در صحراهای جنوب آفریقا در آستانه انقراض است. یک لب بالایی دارد که با آن شاخه‌ها و برگ‌ها را می‌گیرد و به دهان می‌برد. کرگدن سیاه دارای هشت زیرگونهٔ مختلف است اما سه زیرگونه از کرگدن سیاه در سال ۲۰۱۱ توسط اتحادیه بین‌المللی حفاظت از طبیعت منقرض شده در نظر گرفته شدند. این گونه در مجموع گونه در معرض انقراض طبقه‌بندی شده‌است.

## نگارخانه

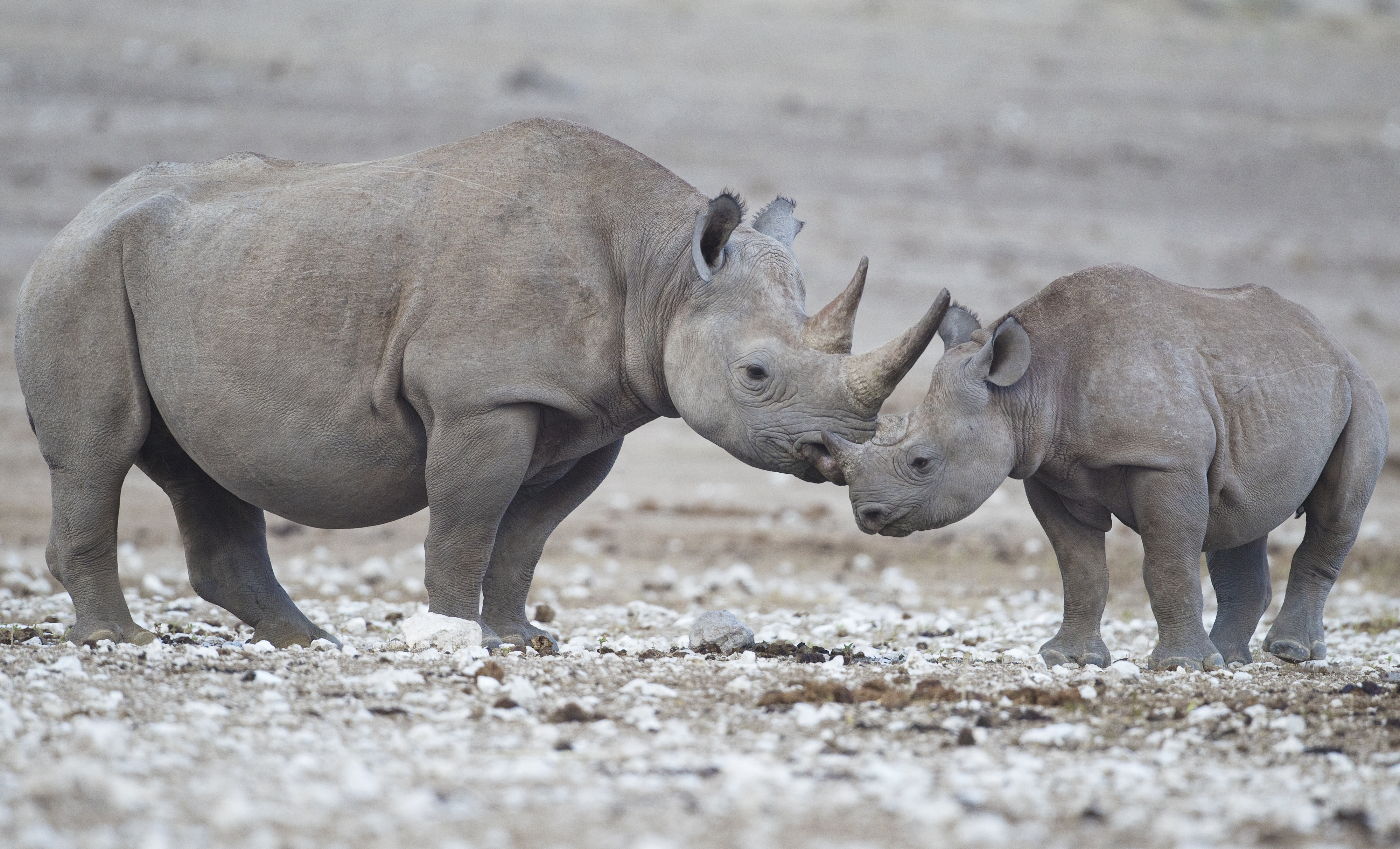
تصویری از دو کرگدن سیاه، مادر (چپ) و فرزند (راست)، در پارک ملی اتوشا
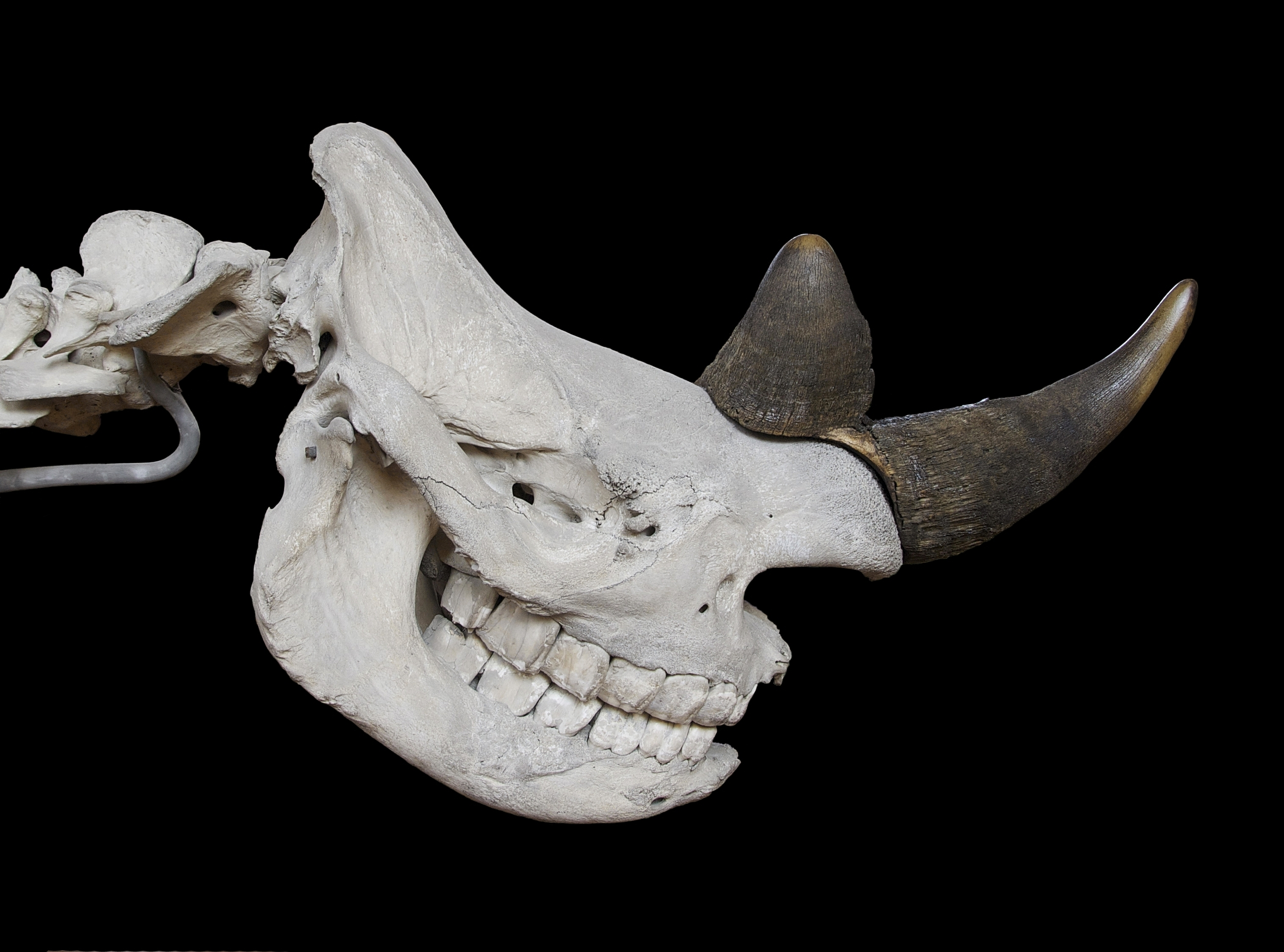
اسکلت سر یک کرگدن سیاه